# Геворг Татосян
Гево́рг Олекса́ндрович Татося́н (17.03.1922, Слов'янськ, Харківська область, УРСР — серпень 2000, Єреван, Вірменія), вірменський літературознавець, перекладач, член Спілки письменників СРСР (1966), Заслужений діяч культури УРСР (1977).

## Життєпис
Після закінчення середньої школи був призваний в армію, брав участь у Другій світовій війні. У 1943 році був важко поранений і в 1944 році звільнений за інвалідністю. У 1949 році закінчив відділення російської мови та літератури філфаку Єреванського університету, потім навчався у МДУ в аспірантурі при кафедрі радянської літератури Ломоносовського університету. У 1953—1957 рр. — заступник відповідального секретаря російської газети «Коммуніст» в Єревані. З 1957 року читав лекції в ЄДУ. У 1962—1968 рр. — завідувач кафедри російської мови підготовчого факультету для іноземних громадян, а з 1967 р. і до кінця життя — доцент кафедри російської літератури.
Нарівні з освітньою діяльністю Геворг Татосян займався науковою роботою. Є автором багатьох наукових, літературно-критичних статей. Перекладацька діяльність Валерія Брюсова посідає особливе місце в його наукових інтересах. Багато сил він вклав у складання та редагування російських збірок творів вірменських поетів (Аветік Ісаакян, Єгіше Чаренц, Саят-Нова), а також збірок літературно-критичних праць вірменських літературознавців (Тигран Ахумян та ін.).
Серйозна заслуга Геворга Татосяна в розвитку вірмено-українських культурних зв'язків. З цього погляду виняткову цінність мають збірки «Радянська вірменська поезія» (Українською мовою, Київ, 1980), «Вірменська класична поезія» (Українською мовою, Київ, 1988), які він упорядкував і прокоментував разом з Віктором Кочевським.

## Нагороди
Нагороджений орденом Червоної Зірки Вітчизняної війни І ступеня.